# Баттистини, Маурицио
Маурицио Баттистини (итал. Maurizio Battistini; 18 февраля 1945, Италия) — итальянский футбольный тренер.

## Карьера
В Италии специалист, в основном, работал с молодежными и юниорскими командами. В 1987 году он работал в Примавере с резервом «Парма». После временной дисквалификации наставника «крестоносцев» Арриго Сакки, Баттистини временно заменял его в основе. Затем несколько лет он работал в системе «Брешии». Входил в тренерский штаб сборной Ливии и некоторое время трудился в Румынии.
В 2003 году Маурицио Баттистини переехал в Никарагуа, где он возглавил команду «Пармалат», которую финансировал итальянская одноименная корпорация. Параллельно руководил местной национальной сборной.
Последней взрослой командой наставника стала швейцарская «Беллинцона». Позднее Баттистини тренировал только юниорские коллективы.

## Достижения
- Победитель Второй лиги Румынии (1): 2001/2002.